# Fitzgerald (Géorgie)
Pour les articles homonymes, voir FitzGerald.
La ville américaine de Fitzgerald est le siège du comté de Ben Hill, dans l’État de Géorgie. Lors du recensement de 2010, sa population s’élevait à 9 053 habitants.

## Démographie
| Groupe            | Fitzgerald | Géorgie | États-Unis |
| ----------------- | ---------- | ------- | ---------- |
| Afro-Américains   | 51,4       | 30,5    | 12,6       |
| Blancs            | 43,2       | 59,7    | 72,4       |
| Autres            | 2,8        | 4,1     | 6,2        |
| Métis             | 2,7        | 2,1     | 2,9        |
| Asiatiques        | 0,9        | 3,3     | 4,8        |
| Amérindiens       | 0,4        | 0,3     | 0,9        |
| Total             | 100        | 100     | 100        |
|                   |            |         |            |
| Latino-Américains | 4,3        | 8,8     | 16,7       |

Selon l'American Community Survey, pour la période 2011-2015, 96,36 % de la population âgée de plus de 5 ans déclare parler l'anglais à la maison et 3,64 % l'espagnol.
| 1900  | 1910  | 1920  | 1930  | 1940  | 1950  |
| ----- | ----- | ----- | ----- | ----- | ----- |
| 1 817 | 5 795 | 6 870 | 6 412 | 7 388 | 8 130 |

| 1960  | 1970  | 1980   | 1990  | 2000  | 2010  |
| ----- | ----- | ------ | ----- | ----- | ----- |
| 8 781 | 8 187 | 10 187 | 8 612 | 8 758 | 9 053 |

## Source
- (en) Cet article est partiellement ou en totalité issu de l’article de Wikipédia en anglais intitulé « Fitzgerald, Georgia » (voir la liste des auteurs).